# 荒木信幸
荒木 信幸（あらき のぶゆき、1939年9月22日 - ） は、日本の機械工学者。熱工学専攻。静岡大学名誉教授。静岡理工科大学名誉学長。スズキ監査役。元日本熱物性学会会長。元日本伝熱学会会長。

## 人物・経歴
山形生まれ。1962年山形大学工学部卒業。1967年東北大学助手。1970年東北大学大学院工学研究科精密工学専攻博士課程修了、工学博士、静岡大学工学部講師。1982年静岡大学工学部教授。1997年日本熱物性学会会長。2000年静岡大学副学長。2004年日本伝熱学会会長。2005年定年退職、静岡大学名誉教授。2006年日本学術会議連携会員、静岡理工科大学学長。2014年静岡理工科大学名誉学長。2016年スズキ監査役。のち、公益財団法人浜松地域イノベーション推進機構次世代自動車センター顧問。平成30年春の叙勲で瑞宝中綬章受章。